# Heaven (Bryan Adams-låt)
Heaven är en powerballad från 1983 av den kanadensiske rocksångaren Bryan Adams till filmen "A Night in Heaven" samt till Adams album Reckless året därpå. Den 22 juni 1985 kom Heaven först på hitlistan Billboard Hot 100 i USA. I Sverige innebar låten Adams stora genombrott. Heaven blev den första långliggaren på Trackslistan (14 veckor), och vid sammanräkningen av 1980-talets allra största Trackshits blev Heaven nummer 1.

## Coverversioner
Sången finns insjungen på skiva av Emilia Rydberg från Sverige, på albumet Emilia år 2000 .
2002 gjorde DJ Sammy och Yanou en snabbare dance-cover på sången, med sång av Do (Dominique van Hulst), som låg etta på den brittiska hitlistan UK Singles Chart. Men på grund av sångens popularitet och att folk ville ha en lugn ballad att dansa tryckare till, gjordes även en lugnare remixversion. En annan remix gjordes efter terroristattackerna i USA den 11 september 2001. I den versionen av sången talar en liten flicka om sin far, som antas ha dött i sabotagen, och den ursprungliga refrängen spelas i denna version.
Kate DeAraugo sjöng den 2005 på sitt debutalbum A Place I've Never Been.

## Listplaceringar
| Lista                     | Topplacering |
| ------------------------- | ------------ |
| US Billboard Hot 100      | 1            |
| US Billboard Top Tracks   | 9            |
| Kanadensiska singellistan | 11           |
| Brittiska singellistan    | 38           |
| Irländska singellistan    | 11           |
| Svenska singellistan      | 8            |
| Tyska singellistan        | 28           |
| Norska singellistan       | 3            |
| Schweiziska singellistan  | 14           |